# Génération brûlée
Pour plus de détails, voir Fiche technique et Distribution.
Génération brûlée (Falling Sky) est un film américain réalisé par Russ Brandt et Brian J. De Palma, sorti en 1998.

## Synopsis
Dans l'espoir d'une vie meilleure, Emily, une jeune fille et sa mère Reese, partent s'installer à Las Vegas. Malheureusement, reese ne trouve qu'un emploi minable de serveuse. Elle sombre vite dans l'alcool et se fait renvoyer. Une descente aux enfers commence.

## Fiche technique
- Titre : Génération brûlée
- Titre original : Falling Sky
- Réalisation : Russ Brandt et Brian J. De Palma
- Scénario : Mark Burman, Jan Eisner, Gary Shar et Sabrina Sipantzi
- Musique : Daniel Getz et Ivan Koutikov
- Pays d'origine :  États-Unis
- Sociétés de production : Shar Visions, Burman Entertainment, MEB Entertainment, Walpen Adventures et Blue Rider Pictures
- Sociétés de distribution : DEJ Productions
- Genre : Drame
- Durée : 95 minutes
- Date de sortie : 1998

## Distribution
- Karen Allen : Reese Nicholson
- Brittany Murphy : Emily Nicholson
- Jeremy Jordan : Vance
- Chris Young : Kyle
- Patrick Renna : Mark
- R. D. Robb : C.C.
- Lea Moreno : Allie
- Vincent Riotta (en) : M. Hanes
- Giselle Anthony : Stacy
- Montana Dillenberg : la jeune Emily
- Michael Dempsey : Tom Collins
- Jennifer Jernigan : la prostituée
- Robert Langston : Willie
- Dianne Kay : la serveuse
- Ali Gage : le camionneur Chic